# Gyrosteus
Gyrosteus is een geslacht van uitgestorven straalvinnige beenvissen, behorend tot de Acipenseriformes. Het leefde in het Vroeg-Jura (Toarcien, ongeveer 185 - 180 miljoen jaar geleden) en zijn fossiele overblijfselen zijn gevonden in Engeland en Duitsland. Het omvat de typesoort Gyrosteus mirabilis, die leefde tijdens het Vroeg-Toarcien (Laat Vroeg-Jura) in wat nu Noord-Europa is. Een mogelijke tweede soort, 'Gyrosteus' subdeltoideus, is bekend van otolieten.

## Naamgeving
Gyrosteus werd voor het eerst beschreven door de bekende Zwitserse paleontoloog Louis Agassiz, in het monumentale werk Recherches sur les poissons fossiles.

## Beschrijving
Gyrosteus staat alleen bekend om de zeer onvolledige fossiele resten die zijn gevonden in de regio Dorset in Engeland. Uit de vergelijking met vergelijkbare vormen als Chondrosteus, wordt verondersteld dat Gyrosteus een vis was met een vrij robuust lichaam, met een schedel uitgerust met een goed ontwikkeld schild gevormd door sterke botten. De afmetingen waren aanzienlijk: alleen al het verbeende deel van de onderkaak was meer dan vijftig centimeter lang, en er wordt aangenomen dat het hele dier meer dan vijf meter moet zijn geweest. De leden van het geslacht Gyrosteus waren massieve vissen, met een maximale berekende standaardlengte van 6 tot 7 meter, en met een gemelde hyomandibula die 50 centimeter bereikte.

## Fylogenie
Volgens de meest recente fylogenetische analyses (Hilton en Forey, 2009) worden Gyrosteus en zijn naaste verwanten beschouwd als de meest archaïsche onder de Acipenseriformes, voorouders van een groep bestaande uit steuren (Acipenseridae), lepelsteuren (Polyodontidae) en andere uitgestorven vormen (Peipiaosteidae) . Een andere zeer gelijkaardige vorm, Strongylosteus, werd gevonden in Duitsland in terrein van dezelfde ouderdom.
Fossiele resten van Gyrosteus mirabilis zijn gevonden in de Whitby Mudstoneformatie in het Verenigd Koninkrijk en in de Ahrensburg erratica assemblage in Sleeswijk-Holstein, Noord-Duitsland. De soort werd wel benoemd maar niet formeel beschreven in latere publicaties en bleef meer dan 25 jaar lang een nomen nudum. In 1889 werd hij ontdekt en formeel beschreven door Arthur Smith Woodward. Men dacht dat Gyrosteus uitsluitend in de 'Britse faunaprovincie' voorkwam en gescheiden was van de 'Germaanse faunaprovincie' tot de ontdekking van een hyomandibula in het Baltische Rijk, die voornamelijk bevolkt werd door Germaanse fauna, wat mogelijk aantoonde dat de Baltische regio een interdigiterende zone tussen beide regio's vormde.